# Ikarus 266
Az Ikarus 266 a 200-as típuscsalád elterjedt altípusa.

## Története
Farmotoros kialakítású, futóművei laprugós felfüggesztésűek. Nagyrészt helyközi járműként funkcionált, 2-4-0 ajtóelrendezéssel. A kezdeti időkben létezett 2-4-2 elrendezésű városi változat is. A típust teljes gyártási ideje alatt harmonikaajtókkal és trilex kerékpánt-rendszerű mellső futóművekkel szerelték. Eredetileg 5+1, később 6+1 fokozatú mechanikus sebességváltóval, Rába D 2156 HM6U dízelmotorral készültek. Népszerűsége talán azzal is magyarázható, hogy megalkotásakor alapoztak az elődjére, az Ikarus 55 és 66 típusra. Testvértípusa a távolsági Ikarus 255-ös.
A típus az 1971-es BNV-n mutatkozott be. A fő méreteiben az Ikarus 255-össel megegyező, annak helyközi változatát képező jármű megalkotásánál az egyszerűségre és olcsóságra törekedtek. Bár a típus a két gyáregység között vitát váltott ki, az idő igazolta megoldást. Az 1972-1990 között elkészült több, mint 6600 darabból mintegy 5000 a hazai Volán társaságoknál állt üzembe, negyed századon át a magyarországi helyközi közlekedés meghatározó típusát alkotva.
A volán társaságok egy része 1982-től fokozatosan áttért a korszerűbb Ikarus 260-asok beszerzésére, a kilencvenes évek végétől pedig egyre több cégnél vonták ki őket a forgalomból. 2012-ben a Borsod, Kunság, Nógrád, Pannon, Vasi, Gemenc és Somló Volán rendelkezett a típussal.
2014-ben a Kapos Volánnál egy példányt felújítottak, ami a jövőben nosztalgia célt szolgál majd. 2015. december 21-én a Kunság Volán utódjánál a DAKK Zrt-nél már nincs forgalomban egyetlen példány sem. 2016-ban a Dunántúlon, 2017-ben Nógrád megyében is elbúcsúzott a típus.

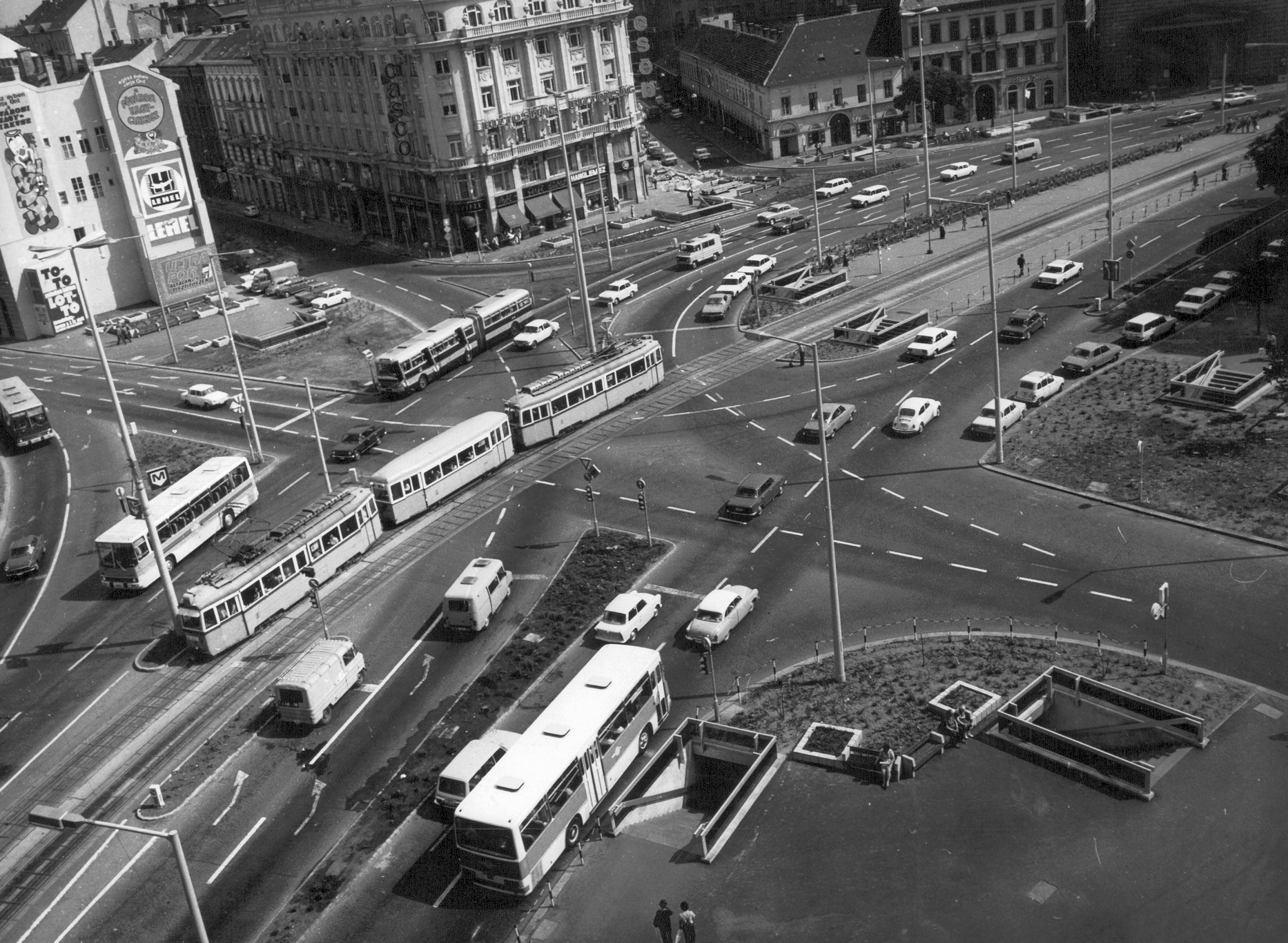
Ikarus 266 a kép alján, megfigyelhető a 260-astól eltérő ajtóelrendezés.

Az utolsó közösségi közlekedésben résztvevő, az Észak-magyarországi Közlekedési Központ állományába tartozó BHR-335 rendszámú busznak 2017. május 8-án járt le a műszaki vizsgája, amivel a típus elbúcsúzott a magyarországi közforgalomtól.

## Modellváltozatok
- -266.09    Kína
- -266.20    Belföld, városi kivitel 1-2-0 ajtóelrendezéssel, bal oldalon szimpla üléssorral, 1972-77
- -266.22    Tanzánia 1974
- -266.25    Belföld 1972-1990, és Bulgária 1978-79
- -266.26    Kína
- -266.28    Venezuela
- -266.29    Venezuela
- -266.30    Dél-Jemen1976
- -266.31    NDK
- -266.32    Belföld
- -266.53    NDK
- -266.70    Belföld, 3 ajtós városi kivitel, 1972-75
- -266.80    Dél-Jemen 1988-89

## Ikarus 200-M
Székesfehérvár 1972-ben ünnepelte fennállásának 1000. évfordulóját. Erre az alkalomra a székesfehérvári gyáregység, a 266-os típus alapjaira épített egy kabrió autóbuszt a város részére. Ez a bordó-bézs-fekete színű jármű kapta a 200-as típusjelet. Sorozatgyártásra nem került sor, a típus egyetlen példánya pedig később Budapestre került, ahol előbb FKB-869, majd MZZ-709 rendszámokkal városnéző szolgálatot teljesített. Mikor új rendszámot kapott, átalakították az ajtóelrendezését és új lökhárítóval is felszerelték.

## Egyéb
- Viszlát, Isten óvjon Ikarus 266-os!, 24.hu, 2016. 04. 20.